# Poltimore (Devon)
Pour les articles homonymes, voir Poltimore.

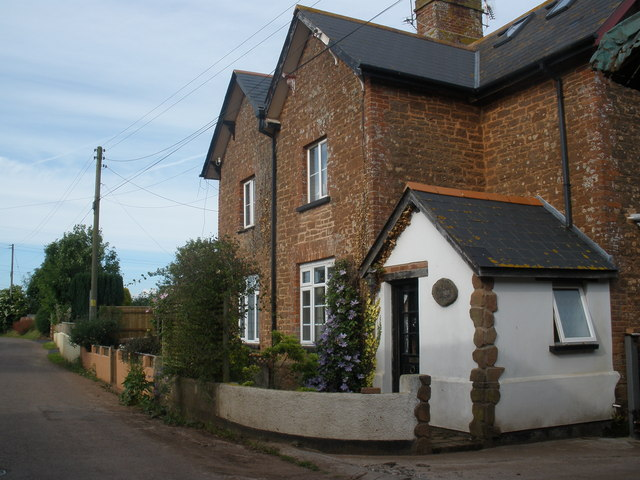
Cottages de Haynes Dairy à Ratsloe.

Poltimore est un village, une paroisse civile et un ancien manoir du comté du Devon en Angleterre dans le district du East Devon. Il se situe approximativement à 8 km au nord-est d'Exeter. Poltimore consiste en 122 foyers et comprend une population de 297 habitants  d'après le recensement de 2011,. Il comprend le hameau de Ratsloe.